# Undercover Angel
«Undercover Angel» es una canción interpretada por el músico Alan O'Day. Fue publicada como sencillo el 22 de abril de 1977 a través de Atlantic Records.

## Antecedentes
En 1977, Warner Bros. Music decidió formar un sello especial, Pacific Records, para sus compositores que también actuaban. O'Day fue el primer artista que firmó, y su primer lanzamiento fue «Undercover Angel». El vinilo original fue lanzado con el lado B «Just You».
La canción, que O'Day describió como una “novela nocturna”, fue lanzada en febrero de 1977 en los Estados Unidos. En unos pocos meses, alcanzó el número 1 en los la lista de los Hot 100. O'Day dijo sobre la experiencia: “Es maravilloso cuando descubres lo que se siente bien, y luego también se siente bien para otras personas. Ese es el sueño de un compositor”. O'Day también había compuesto «Angie Baby», un éxito número 1 para Helen Reddy. El éxito de estas dos canciones significa que O'Day se encuentra entre los pocos cantautores que escribieron un hit para sí mismos y para otro artista.

## Escritura y temática
La canción comienza con un hombre describiendo su soledad, cuando una mujer aparece de repente en su cama y lo anima a hacerle el amor. El resto de la canción describe sus sentimientos por ella, luego descubre que ella debe dejarlo y se entristece. Ella le dice que “vaya a buscar la adecuada, ámala y luego, cuando la mires a los ojos, me verás de nuevo”.
Entonces se hace evidente que le ha estado contando esta historia a una mujer a la que está tratando de seducir; él le dice que está “buscando a mi ángel en tus dulces y amorosos ojos”, Underneath the covers (explicando así el misterio del título de la canción).

## Recepción de la crítica
En una reseña posicionando cada canción #1 de los años 1970 de peor a mejor, el crítico de Cleveland.com, Troy L. Smith, posicionó la canción en el puesto #239. Smith comentó que «Undercover Angel», “sería una buena canción pop si Alan O'Day no destrozara el pre-estribillo con una letra terrible: “I said, ‘What?’ She said, Ooh-ooh-ooh, whee/I said, ‘All right’ She said, ‘Love me, love me, love me’. Esas letras desconcertantes tal vez podrían ser logradas por alguien con infinitas cantidades de genialidad. O'Day no era ese tipo”.

## Uso en otros medios
- La canción apareció en la película Super 8 (2011).[7]

## Posicionamiento

### Gráfica semanal
| Gráfica (1977)                                | Pico de posición |
| --------------------------------------------- | ---------------- |
| Australia (Kent Music Report)                 | 9                |
| Canadá (RPM Adult Contemporary)               | 12               |
| Canadá (RPM Top Singles)                      | 1                |
| Estados Unidos (Billboard Adult Contemporary) | 31               |
| Estados Unidos (Billboard Hot 100)            | 1                |
| Estados Unidos (Cashbox Top 100)              | 1                |
| Nueva Zelanda (Recorded Music NZ)             | 4                |
| Reino Unido (UK Singles Chart)                | 43               |

### Gráfica de fin de año
| Gráfica (1977)                     | Pico de posición |
| ---------------------------------- | ---------------- |
| Australia (Kent Music Report)      | 38               |
| Canadá (RPM Top Singles)           | 4                |
| Estados Unidos (Billboard Hot 100) | 9                |
| Estados Unidos (Cashbox Top 100)   | 4                |
| Nueva Zelanda (Recorded Music NZ)  | 23               |

## Certificaciones y ventas
| País                  | Certificación | Ventas  |
| --------------------- | ------------- | ------- |
| Estados Unidos (RIAA) | Oro           | 500,000 |